# Drepanophycus
Drepanophycus is een geslacht van uitgestorven vasculaire planten van de divisie Lycopodiophyta van de Onder- tot Boven-Devoonse periode (ongeveer 420 tot 370 miljoen jaar geleden), gevonden in Oost-Canada en de noordoostelijke Verenigde Staten, China, Rusland, Egypte en verschillende delen van Noord-Europa en het Verenigd Koninkrijk.

## Beschrijving
Stam in de orde van enkele millimeter tot enkele centimeter in diameter en enkele centimeter tot een meter lang, rechtopstaand of gebogen, af en toe dichotomisch, voorzien van echte wortels aan de basis. Vasculaire bundel actinostele, tracheïden van het primitieve ringvormige of spiraalvormige type (zogenaamd G-type). Bladeren zijn onvertakte en doornvormige (dat wil zeggen met een brede basis, taps toelopend naar een stompe punt) microfielen van enkele millimeter lang met een enkele prominente vaatdraad, spiraalvormig gerangschikt op de stengel. Sporangia afzonderlijk gedragen op het bovenste bladoppervlak.
Drepanophycus heeft overeenkomsten met het geslacht Halleophyton. Het verschilt van het nauw verwant geslacht Baragwanathia uit dezelfde periode, in de positie van de sporangia en de opstelling en vorm van de bladeren. Zie Drepanophycaceae voor meer details. Het is meer afgeleid dan het naast elkaar bestaande geslacht Asteroxylon, dat enaties heeft zonder vaatbundels, in tegenstelling tot de echte bladeren van Drepanophycus.
Drepanophycus spinaeformis werd voor het eerst ontdekt in Schotland. Fossielen zijn sindsdien teruggevonden in Rusland (rond het Shunet-meer in de republiek Khakassia), in de provincie Yunnan van de Volksrepubliek China en in Egypte. Ze behoorden tot de vroegste landplanten, groeiend tot ongeveer tachtig centimeter hoog. De soort onderscheidt zich met name van andere planten in het geslacht door zijn dikkere stengels. Loof wordt beschreven als stevig en stekelig, hoewel geborgen fossielen zelden bladdetails behouden. De huidmondjes van D. spinaeformis lijken op die van Lycopodium japonicum. Ze bestaan allebei uit twee grote beschermende cellen en poriën en zijn anomocytair. Er waren twee kleine beschermende cellen, omgeven door twee grote, op dezelfde manier gevormde, secundaire cellen (paracytisch), afkomstig van een uitgesproken elliptische cuticulaire richel op het oppervlak van de beschermende cellen, die een verdikt omtrekgebied omringen.